# Grands Prix automobiles de la saison 1911
1910 1912
La saison de Grands Prix automobiles 1911 ne comportait aucune Grande Épreuve.

## Grands Prix de la saison
| Grand Prix                | Circuit          | Date        | Pilote vainqueur           | Constructeur vainqueur | Résultats |
| ------------------------- | ---------------- | ----------- | -------------------------- | ---------------------- | --------- |
| Targa Florio              | Madonies         | 14 mai      | Giovanni "Ernesto" Ceirano | SCAT                   | Résultats |
| 500 miles d'Indianapolis  | Indianapolis     | 30 mai      | Ray Harroun Cyrus Patschke | Marmon                 | Résultats |
| Coupe des Voiturettes     | Boulogne-sur-Mer | 25 juin     | Paul Bablot                | Delage                 | Résultats |
| Grand Prix de l'ACO       | Le Mans          | 23 juillet  | Victor Hémery              | Fiat                   | Résultats |
| Elgin National Trophy     | Elgin            | 26 août     | Len Zengel                 | National               | Résultats |
| Free-For-All Race         | Santa Monica     | 14 octobre  | Harvey Herrick             | National               | Résultats |
| Coupe d’Ostende           | Ostende          | 3 novembre  | Jules Goux                 | Lion-Peugeot           | Résultats |
| Coupe Vanderbilt          | Savannah         | 27 novembre | Ralph Mulford              | Lozier                 | Résultats |
| Grand Prix des États-Unis | Savannah         | 30 novembre | David Bruce-Brown          | Fiat                   | Résultats |

- N.B : en italique, les courses de voiturettes